# Кросгејт (Кентаки)
Кросгејт (енгл. Crossgate) град је у америчкој савезној држави Кентаки.

## Демографија
По попису из 2010. године број становника је 225, што је 26 (-10,4%) становника мање него 2000. године.
| Група             | 2000.       | 2010.       |
| Белци             | 241 (96,0%) | 204 (90,7%) |
| Афроамериканци    | 2 (0,8%)    | 5 (2,2%)    |
| Азијати           | 7 (2,8%)    | 12 (5,3%)   |
| Хиспаноамериканци | 0 (0,0%)    | 4 (1,8%)    |
| Укупно            | 251         | 225         |